# Lista światowego dziedzictwa UNESCO w Estonii
Lista światowego dziedzictwa UNESCO w Estonii – lista miejsc w Estonii wpisanych na listę światowego dziedzictwa UNESCO, ustanowionej na mocy Konwencji w sprawie ochrony światowego dziedzictwa kulturowego i naturalnego, przyjętej przez UNESCO na 17. sesji w Paryżu 16 listopada 1972 i ratyfikowanej przez Estonię 27 października 1995 roku.
Obecnie (stan na 2023 rok) na liście znajduje się 2 miejsca dziedzictwa kulturowego.
Na estońskiej liście informacyjnej UNESCO – liście obiektów, które Estonia zamierza rozpatrzyć do zgłoszenia do wpisu na listę światowego dziedzictwa, znajdują się 3 obiekty (stan na 2023 rok).

## Obiekty na liście światowego dziedzictwa UNESCO
Poniższa tabela przedstawia estońskie obiekty na liście światowego dziedzictwa UNESCO:
Nr ref. – numer referencyjny UNESCO;
Obiekt – polskie tłumaczenie nazwy wpisu na liście wraz z jej angielskim oryginałem;
Położenie – miasto, prowincja; współrzędne geograficzne;
Typ – klasyfikacja według Komitetu Światowego Dziedzictwa:
- kulturowe (K),
- przyrodnicze (P),
- kulturowo–przyrodnicze (K,P);

Rok wpisu – roku wpisu na listę i rozszerzenia wpisu;
Opis – krótki opis obiektu wraz z informacjami o jego zagrożeniu.
     Wpisy transgraniczne
| Nr ref. | Obiekt                                       | Zdjęcie | Położenie | Typ            | Rok       | Opis |
| ------- | -------------------------------------------- | ------- | --- | -------------- | --------- | --- |
| 822     | Zabytkowe centrum Tallinna Tallinna vanalinn |         | Tallinn Prowincja Harjumaa 59°26′14″N 24°44′43″E/59,437222 24,745278                                                                                      | K (ii)(iv)     | 1997 2008 | Historyczne centrum Tallinna jest wybitnym przykładem średniowiecznego północnoeuropejskiego miasta handlowego. Miasto powstało w XIII wieku przy zamku zbudowanym przez rycerzy zakonu krzyżackiego. Od XIII do XVI wieku miasto było ważnym ośrodkiem Hanzy, dzięki czemu Tallinn stał się zamożnym miastem, o czym świadczą jego bogate budynki użyteczności publicznej, w tym kościoły, ratusz i domy kupieckie. XIII-wieczne mury miejskie są nadal w dużej mierze zachowane do dziś. |
| 1187    | Południk Struvego Struve Geodetic Arc        |         | Prowincja Virumaa Zachodnia 59°03′28″N 26°20′16″E/59,057778 26,337778 59°02′54″N 26°24′51″E/59,048333 26,414167 58°22′44″N 26°43′12″E/58,378889 26,720000 | K (ii)(iv)(vi) | 2005      | W Estonii znajdują się 3 z 34 punktów pomiarowych południka Struvego. Zostały one założone w latach 1816–1852 na terenie ówczesnej unii Szwecji i Norwegii oraz Imperium Rosyjskiego, pod nadzorem rosyjskiego naukowca Friedricha Georga Wilhelma von Struvego i rosyjskiego oficera Carla F. Tennera. Wpis transgraniczny z Białorusią, Finlandią, Litwą, Łotwą, Mołdawią, Norwegią, Rosją, Szwecją oraz Ukrainą.                                                                        |

## Obiekty na estońskiej liście informacyjnej UNESCO
Poniższa tabela przedstawia estońskie obiekty na liście światowego dziedzictwa UNESCO:
Nr ref. – numer referencyjny UNESCO;
Obiekt – polskie tłumaczenie nazwy wpisu na liście wraz z jej angielskim oryginałem;
Położenie – miasto, prowincja; współrzędne geograficzne;
Typ – klasyfikacja według Komitetu Światowego Dziedzictwa:
- kulturowe (K),
- przyrodnicze (P),
- kulturowo–przyrodnicze (K,P);

Rok wpisu – roku wpisu na listę i rozszerzenia wpisu;
Opis – krótki opis obiektu wraz z informacjami o jego zagrożeniu.
| Nr ref. | Obiekt | Zdjęcie | Położenie | Typ                  | Rok  | Opis |
| ------- | --- | ------- | --- | -------------------- | ---- | --- |
| 1716    | Zamek Kuressaare Kuressaare piiskopilinnus |         | Kuressaare Prowincja Sarema 58°14′51,0″N 22°28′48,0″E/58,247500 22,480000 | K (iv)               | 2002 | Zamek Kuressaare został wybudowany w końcówce XIII wieku, a od XIV wieku pełnił funkcję siedziby biskupa. Jest to jedno z najczęściej odwiedzanych miejsc przez turystów na wyspie Sarema. |
| 1852    | Klint bałtycki Baltic Klint |         | Zachodnia Estonia 59°20′00,0″N 27°25′00,0″E/59,333331 27,416669 | P (vii)(viii)(ix)(x) | 2004 | Wapienna skarpa o długości ok. 1200 km (250 km znajduje się na terytorium Estonii). Odsłania on skały osadowe mające ponad 500 milionów lat. Klint Bałtycki w najwyższym miejscu znajduje się na wysokości 55 m n.p.m. Stanowi część najstarszego oraz największego parku narodowego Estonii – Lahemaa. |
| 1854    | Zalesione łąki (Laelatu, Kalli-Nedrema, Mäepea, Allika, Tagamõisa, Loode, Koiva, Halliste) Wooded meadows (Laelatu, Kalli-Nedrema, Mäepea, Allika, Tagamoisa, Loode, Koiva, Halliste) |         | 53°34′00″N 28°35′00″E/53,566667 28,583333 54°04′00″N 28°32′00″E/54,066667 28,533333 52°06′00″N 28°18′00″E/52,100000 28,300000 53°48′00″N 28°43′00″E/53,800000 28,716667 52°00′00″N 28°28′00″E/52,000000 28,466667 52°26′00″N 28°14′00″E/52,433333 28,233333 56°11′00″N 27°41′00″E/56,183333 27,683333 55°02′00″N 28°23′00″E/55,033333 28,383333 | K, P                 | 2004 | Wpis na listę informacyjną obejmuje 8 zalesionych łąk położonych na terenie Estonii. Najprawdopodobniej pierwsze tego typu zbiorowiska roślinne zaczęły pojawiać się ok. 7000–8000 lat temu. |